# Grafè

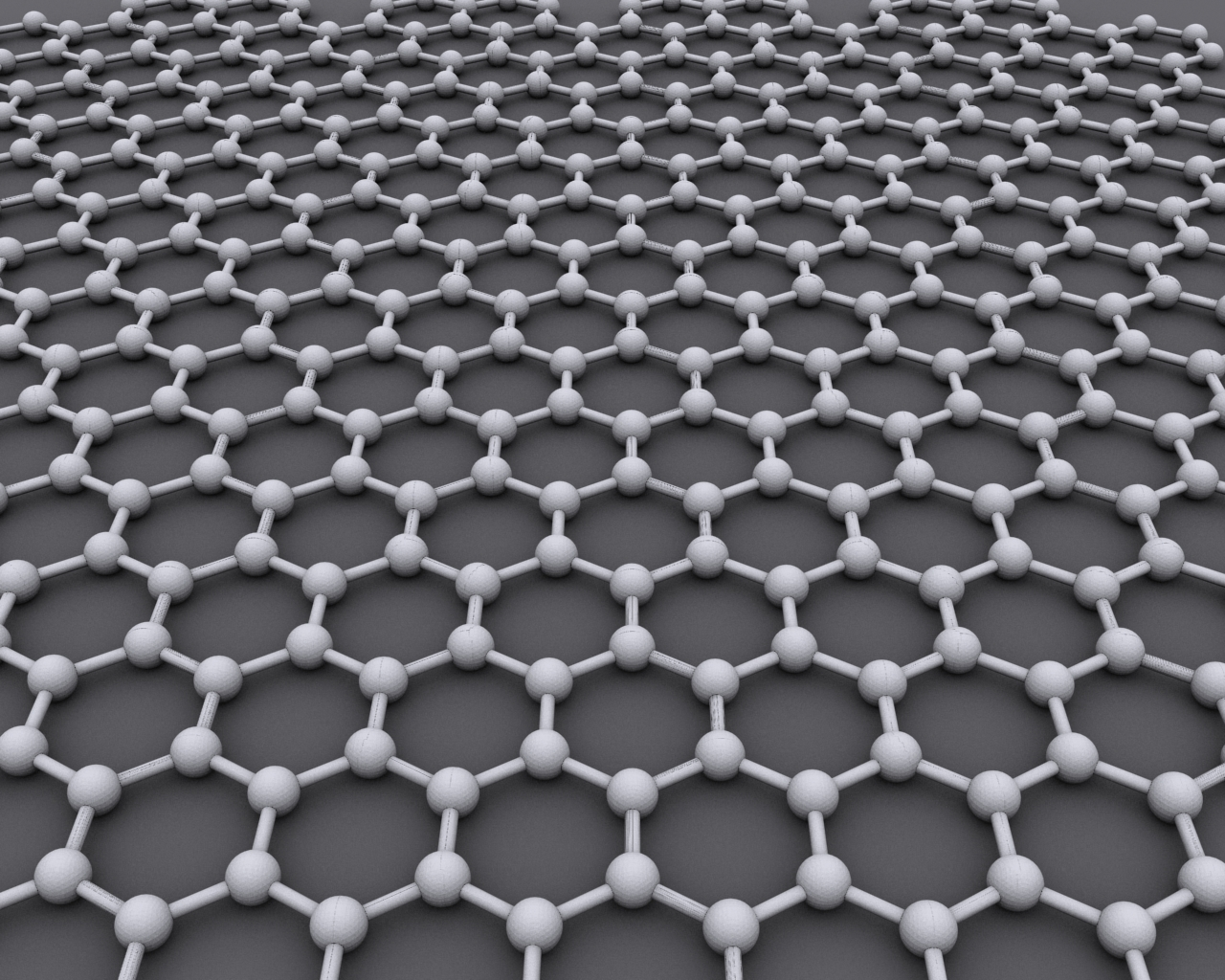
Representació artística del grafè.

El grafè és un al·lòtrop del carboni que té una estructura laminar plana, d'un sol àtom de gruix, composta per àtoms de carboni densament empaquetats en una xarxa cristal·lina bidimensional en forma de rusc d'abella. Els àtoms que formen el grafè es mantenen units mitjançant enllaços covalents que es formen a partir de la superposició dels híbrids sp² dels carbonis enllaçats. Aquest material es caracteritza per posseir una alta conductivitat tèrmica i elèctrica, i per combinar una alta flexibilitat i lleugeresa amb una duresa extrema.
L'any 2010, va ser concedit el premi Nobel de física a Andre Geim i Konstantin Novoselov de la Universitat de Manchester pels experiments i treballs científics que han dut a terme sobre el grafè. D'ençà que el grafè ha esdevingut un dels materials en què més ha treballat i investigat últimament la comunitat científica. El motiu d'aquesta rellevància són les potencials aplicacions que té aquest material en el món de la nanotecnologia, l'electrònica, etc. així com els efectes físics que s'hi poden observar experimentalment.

## Descobriment
L'origen de les investigacions sobre el grafè sorgeixen de la investigació d'un altre al·lòtrop del carboni, el grafit. La raó és que es pot concebre el grafit com una sèrie de capes de grafè unides entre si gràcies a les forces de Van der Waals.
Històricament s'havia pensat que si es pogués separar una d'aquestes capes del grafit, el material resultant seria termodinàmicament inestable i fondria ràpidament. Nogensmenys, encara que no se n'hagués pogut obtenir experimentalment, diversos científics ja havien descrit l'enllaç químic i l'estructura d'aquest possible material i fins i tot se n'havia calculat l'estructura electrònica de bandes. També s'havien estudiat mostres de fines làmines de grafit, format per poques capes de grafè, i se n'havia obtingut imatges mitjançant microscòpics electrònics. El terme grafè (en anglès Graphene) va aparèixer per primera vegada el 1987 per a descriure capes simples de grafit com un dels constituents de compostos d'intercalació de grafit (graphite intercalation compound, GICs). Es va fer servir en les primeres descripcions de nanotubs de carboni, com també en el grafè epitaxial, i hidrocarburs aromàtics policíclics.
No va ser fins al 2004 que no es va poder aïllar una primera mostra de grafè. Andre Geim i Kostya Novoselov, de la Universitat de Manchester, aconseguiren extreure cristall d'una sola capa d'àtoms. Aquests dos investigadors varen obtenir el Premi Nobel de Física l'any 2010 «pels seus innovadors experiments sobre el material bidimensional grafè». Les primeres mostres d'aquest material es van obtenir fent servir cinta adhesiva. El mètode consistia a agafar làmines fines de grafit i anar enganxant i desenganxant successivament una cinta adhesiva fins a obtenir una única capa d'àtoms de carboni. Aquest procediment es coneix com a exfoliació mecànica. A partir d'aquest moment s'han anat desenvolupant nous mètodes més sofisticats per l'obtenció d'aquest material, dels quals parlarem més endavant.

## Estructura i propietats

### Estructura
El grafè és una estructura nanomètrica bidimensional d'àtoms de carboni fortament cohesionats en una superfície uniforme, lleugerament plana, amb ondulacions, d'un àtom de gruix. La seva aparença és semblant a una capa de rusc d'abelles per la seva configuració atòmica hexagonal. D'aquesta disposició peculiar en l'espai es desprenen diverses propietats electròniques, mecàniques i químiques excepcionals del grafè.
El grafè es pot considerar com el bloc constructor a partir del qual es poden formar tota la resta de materials grafítics. Si s'enrotlla sobre ell mateix com una pilota de futbol, s'obtenen els ful·lerens. Si s'enrotlla cilíndricament, s'obtenen els nanotubs de carboni. Si es van superposant tridimensionalment, els uns damunt dels altres, s'obté grafit.

### Propietats

#### Propietats mecàniques
Les mesures obtingudes el 2009 sobre el grafè indiquen que és el material més dur i fort existent, fins i tot supera la duresa del diamant i és dos cents cops més resistent que l'acer. És altament rígid, de fet, té un mòdul de Young d'1 Tpa. Per tant, suporta grans forces sense quasi deformar-se. Es tracta d'un material lleuger amb una densitat de tan sols 0,77 mil·ligrams per metre quadrat (la densitat s'indica en unitats de superfície com a causa de la seva estructura laminar). També cal destacar que suporta grans forces de flexió, és a dir, es pot doblegar sense que es trenqui.
Per fer-se una idea de la capacitat d'aquestes propietats mecàniques, el premi Nobel va fer una comparació amb una hamaca de grafè d'un metre quadrat de superfície i un sol àtom de gruix. Aquesta hamaca de grafè podria suportar fins a 4 kg abans de trencar-se (equivalent al pes d'un gat). En total aquesta hamaca pesaria el mateix que un dels pèls del bigoti del gat, menys d'un mil·ligram.

#### Propietats tèrmiques
El grafè, amb una conductivitat tèrmica d'aproximadament 5·103 W·m-1·K-1, és un gran conductor tèrmic, molt millor que altres estructures de carboni com el grafit, el diamant o els nanotubs de carboni. També cal destacar que té una conductància isotròpica, és a dir, la calor es propaga per igual en totes direccions.
En el grafè, la conductivitat tèrmica es deu principalment a les vibracions de la xarxa, és a dir, als fonons. El grafè té tres branques fonòniques acústiques: dos en el mateix pla del grafè, una longitudinal (LA) i una transversal (TA), i una altra transversal que es troba fora del pla (ZA); i tres branques fonòniques òptiques: una fora del pla (ZO) i dos al pla (TO i LO).

#### Propietats òptiques
Una capa de grafè és capaç d'absorbir un 2,3% de llum visible, cosa que resulta interessant si considerem que és una capa de gruix monoatòmic. Aquest percentatge té una relació amb la constant d'estructura fina α, constant que caracteritza la intensitat de la interacció electromagnètica. Concretament, I/I0 = 0.023 ≈ πα. La causa d'això són les peculiars propietats electròniques.

#### Propietats electròniques

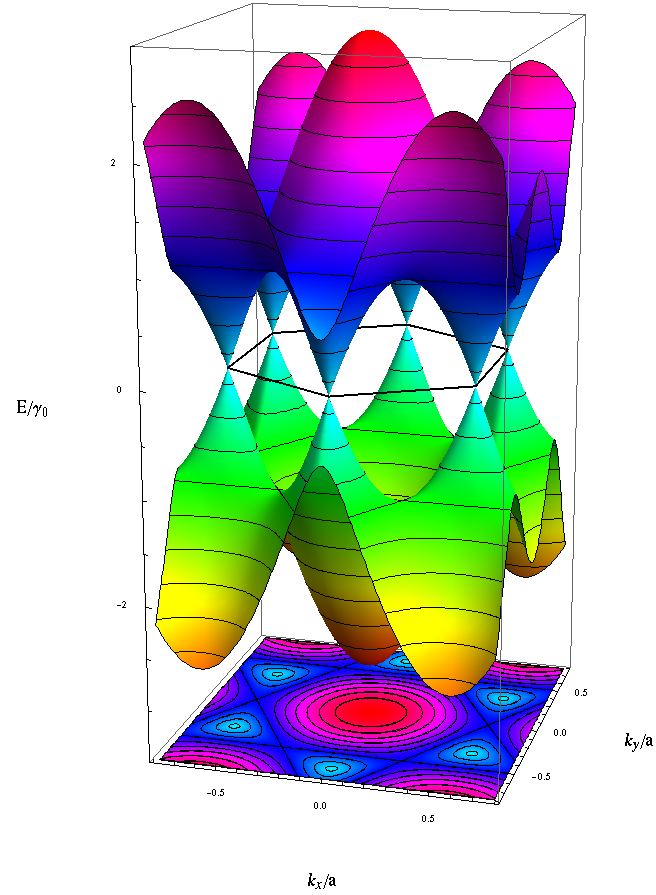
Energia dels electrons del grafè en l'aproximació d'enllaç fort

Una de les propietats destacades del grafè és la seva alta conductivitat elèctrica. La causa d'això és l'alta velocitat a la qual els electrons poden desplaçar-se en el grafè (concretament, a una velocitat de l'1% de la velocitat de la llum). Per poder entendre-ho cal estudiar la seva estructura de bandes.
L'estructura de bandes del grafè ha sigut identificada gràcies a la teoria d'aproximació d'enllaç fort. Cada àtom de carboni està enllaçat amb altres tres àtoms mitjançant un enllaç σ i formant així la xarxa hexagonal. Els àtoms de carboni disposen de quatre electrons de valència, tres formen els enllaços esmentats i el quart forma un orbital atòmic p perpendicular al pla del grafè. Aquests orbitals de cada un dels àtoms es combinen entre si per generar estats electrònics deslocalitzats amb un rang d'energies que arriba fins al nivell de Fermi. Aquests estats són els responsables de la conducció elèctrica del grafè. Les bandes de valència i de conducció del grafè coincideixen en certs punts de la zona de Brillouin que reben el nom de punt K (en la imatge corresponen a les puntes dels cons).
￼Com es pot observar a la figura la relació de dispersió dels electrons propers als punts K i amb energia propera al nivell de Fermi és lineal. Concretament formen uns cons que comunament s'anomenen cons de Dirac. El fet que els electrons tinguin una relació de dispersió lineal en el grafè és el que fa que es comportin com partícules sense massa i puguin moure's a velocitats tan elevades.

#### Altres propietats
- Semiconductor.
- Menor efecte Joule, s'escalfa menys quan condueix electrons.
- Consumeix menys electricitat per una mateixa tasca que el silici.
- El grafè pot reaccionar químicament amb altres substàncies per formar compostos amb diferents propietats.
- Suporta la radiació ionitzant.

### Efectes físics
Els electrons que es mouen per la superfície del grafè es comporten com quasipartícules relativistes amb una massa efectiva nul·la. És a dir, es mouen com els fotons: a velocitat constant (uns 10^6 m/s) i de manera independent a la seva energia. Els electrons que mostren aquest comportament reben el nom de fermions de Dirac. El grafè permet estudiar experimentalment aquestes partícules que ja havien estat predites teòricament amb anterioritat.
El grafè presenta també un anòmal efecte Hall quàntic, pel qual en presència d'un camp magnètic extern la conductivitat perpendicular al corrent pren valors discrets, cosa que permet mesurar-la amb una alta precisió. Altres semiconductors presenten aquest efecte a temperatures molt baixes, però únicament el grafè el manté a temperatura ambient. Aquesta propietat fa que sigui un semiconductor d'extraordinària qualitat: aquesta quantització implica que la conductivitat del grafè mai pot ser zero.

## Mètodes d'obtenció
Són diversos els procediments d'obtenció de grafè que s'estan estudiant i intentant desenvolupar. En aquest punt rau uns dels principals esculls que presenta el grafè. Tot i que és possible obtenir petites mostres de grafè sense gaire dificultat en un laboratori, encara no s'ha aconseguit cap mètode de fabricació que permeti obtenir grafè de bona qualitat a grans escales i de manera senzilla i econòmica.

### Exfoliació mecànica

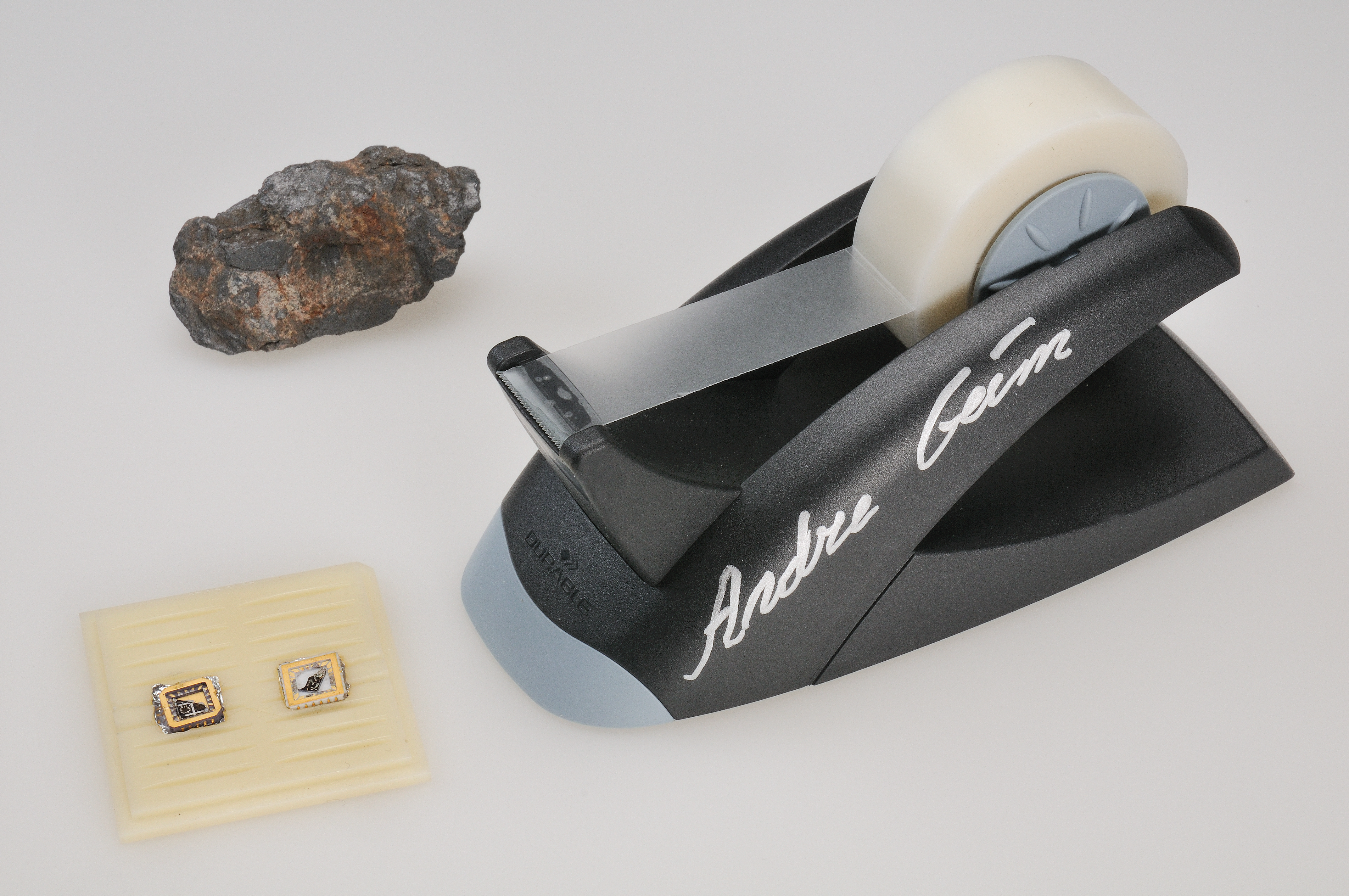
Cinta adhesiva, un tros de grafit i un transistor de grafè. Donats al museu Nobel per Andre Geim i Konstantin Novoselov en 2010.

L'exfoliació mecànica és el mètode amb el qual es van obtenir les primeres mostres de grafè. Aquest procediment consisteix a estampar grafit pirolític altament orientat sobre un suport de diòxid de silici (SiO₂). Posteriorment s'enganxa una cinta adhesiva sobre l'estampació i després de successives operacions d'enganxament i desenganxament de la cinta, es pot llevar el grafit restant fins a aconseguir làmines individuals o dobles de grafè. Aquestes tenen un gruix màxim d'uns 3 nm, mesura que es duu a terme amb microscopis de força atòmica (AFM).
El principal inconvenient d'aquest mètode és la baixa quantitat de grafè que s'obté, cosa que impedeix produir-ne a gran escala. A més a més, la falta de precisió a l'hora de col·locar de manera controlada les làmines dificulta implantar-lo en possibles dispositius.
S'han realitzat distintes investigacions per millorar la producció de grafè mitjançant l'exfoliació. Un dels intents que s'ha portat a terme consisteix a separar les capes de grafè que conformen el grafit mitjançant exfoliació en un dissolvent (concretament diclorobenzè) aplicant ultrasons durant un temps de cinc minuts. El principal inconvenient és que l'aplicació d'ultrasons durant tant de temps produeix defectes estructurals en el grafè obtingut i les làmines obtingudes tenen menys superfície de la desitjada. Malgrat aquests problemes, s'ha trobat una possible solució, la idea consisteix a intercalar molècules orgàniques entre les làmines de grafit. Aquest experiment s'ha realitzat utilitzant hidròxid de tetrabutil d'amoni (TBA) que se situa dins l'estructura de grafit i que augmenta així la distància entre làmines adjacents. D'aquesta manera es redueix considerablement el temps d'aplicació i la potència necessària dels ultrasons. I per tant es redueixen els defectes estructurals i s'obtenen mides laminars més satisfactòries. Tot i així, aquesta tècnica no sembla una solució per fabricar grafè en grans quantitats, principalment perquè té un baix rendiment i no es pot controlar l'agregació de les làmines de grafè quan es troben en la suspensió de dissolvent.

### Deposició química de vapor
El CVD (en anglès, Chemical Vapor Deposition) és un procés químic utilitzat principalment en la indústria dels semiconductors per obtenir pel·lícules primes de material. En un procés general de deposició de vapor, un substrat és exposat a un o diversos precursors volàtils que reaccionen, en la superfície del substrat en qüestió, per a produir el dipòsit desitjat (en aquest cas el dipòsit que desitjaríem obtenir és el grafè). Aquest procediment rep el nom de creixement epitaxial.

#### Creixement epitaxial en substrats metàl·lics
Hi ha diversos metalls que poden servir de substrat a l'hora de produir grafè mitjançant aquesta tècnica. Una possibilitat és el ruteni, però té els inconvenients que el grafè dipositat no té un gruix uniforme i a més a més, la làmina en contacte amb el ruteni queda adherida, cosa que pot afectar les propietats del grafè.
Una altra opció és emprar l'iridi perquè aquest material proporciona una major uniformitat al gruix de la làmina de grafè i a més a més, fa que quedi poc adherit a la superfície metàl·lica, per la qual cosa és més senzill de separar-lo. Tanmateix, aquest material presenta un nou inconvenient. El grafè dipositat queda lleugerament ondulat i, a causa de la mida d'aquestes «ones» amb relació a l'estructura del grafè, apareix una petita energia de banda prohibida o gap en l'estructura electrònica de bandes del grafè. Això modifica lleugerament algunes propietats com la conductivitat elèctrica. De totes maneres, com parlarem més endavant, aquesta energia de gap pot ser útil a l'hora de fer servir el grafè en la fabricació de semiconductors.
Un altre substrat en el qual s'ha reeixit dipositar làmines de grafè d'alta qualitat i d'una mida fins i tot de més d'1 cm² de superfície és el níquel. En aquest procediment, s'utilitza gas metà com a font de carboni, que es diposita sobre el substrat per formar les làmines de grafè. Les làmines de grafè obtingudes mitjançant aquest procediment s'han aconseguit traspassar amb èxit a uns altres substrats. Així va demostrar la viabilitat d'aquesta tècnica per a moltes aplicacions electròniques. Així i tot, existeix un gran problema associat a aquest procediment: la gran solubilitat del carboni en el níquel. Per això durant el procés de refredament pot aparèixer un excés de precipitació de carboni, que provoca que es creïn moltes capes de grafè (que no és el que desitgem). Per solucionar aquest problema s'han desenvolupat mètodes de refredament més ràpids, però, malgrat funcionar perfectament, augmenten considerablement la complexitat tecnològica del procediment així com el cost econòmic.
Finalment, diverses investigacions sobre aquest mètode d'obtenció del grafè han millorat el procediment i la tècnica utilitzant com a substrat el coure. La solubilitat del carboni en el coure és menor que la del níquel, per tant aquest substrat ja no presenta el problema que es creïn massa làmines de grafè. I el que és millor, a baixa pressió la deposició de carboni en la superfície del coure queda limitada a una làmina d'un sol àtom de gruix. Aquesta limitació es compleix fins i tot en períodes de deposició prolongats.
Com a conclusió es pot dir que el mètode de deposició química de vapor per a produir grafè a gran escala és més viable que el d'exfoliació, però també té els seus inconvenients. Són mètodes que requereixen una tecnologia sofisticada i, per tant, són massa cars per a fabricar-lo a escala industrial. Un inconvenient físic que no hem esmentat fins ara és la diferència entre els coeficients de dilatació dels metalls que s'utilitzen com a substrats i el grafè. Açò pot provocar defectes estructurals com per exemple escletxes o trencaments en la làmina que afectarien considerablement les propietats físiques del material. Malgrat aquest últim inconvenient, tot depèn de quina sigui la funció final del grafè que estem obtenint. Si es tracta de construir sofisticats sistemes electrònics, necessitarem una alta qualitat a nivell nanomètric, però si es tracta d'electrodes transparents (per exemple per a una placa fotovoltaica o una pantalla tàctil) on importen propietats com la transparència o conductivitat elèctrica, aquests petits defectes no suposaran grans inconvenients.

#### Creixement epitaxial en carbur de silici
Existeix un altre mètode d'obtenció de grafè, que s'inclou dins dels procediments de deposició química de vapor i que és semblant a l'anterior. En aquest cas el creixement epitaxial del grafè té lloc sobre un substrat de carbur de silici (SiC) i no sobre un metall. Amb aquest mètode és possible obtenir una làmina de grafè d'alta qualitat i sense defectes. Algunes de les propietats del grafè, com per exemple la seva estructura electrònica de bandes, van ser descobertes gràcies a mostres de grafè obtingudes mitjançant aquesta tècnica
El procediment consisteix a sotmetre carbur de silici a altes temperatures (per sobre dels 1100 °C) en un espai on s'ha fet el buit (pressions de 10-9 atmosferes aproximadament). D'aquesta manera s'aconsegueix evaporar el silici i que el carboni que queda en el cristall inicial formi grafè. Les característiques del grafè obtingut depenen en gran manera del cristall de SiC emprat, per tant és necessari que aquest sigui d'alta qualitat, cosa que es tradueix en un preu elevat del material inicial. Per una altra banda, el més interessant és que es pot aplicar per construir làmines de grafè de la mida dels dispositius de silici que avui en dia s'utilitzen en la indústria dels semiconductors.

### Reducció d'òxid de grafit
La reducció d'òxid de grafit va ser el primer mètode d'obtenció de grafè amb gruixos d'unes poques capes atòmiques. El premi Nobel Andre Geim va reconèixer en el seu moment l'aportació del francès Hanns-Peter Boehm pel seu treball sobre la reducció d'òxid de grafit el 1962, on va observar la formació de làmines de grafè. Cal destacar, però, que en aquest cas no es van trobar monocapes de grafè, que és el que va aconseguir posteriorment Andre Geim i el seu equip mitjançant l'exfoliació mecànica.
En primer lloc es prepara l'òxid de grafit mitjançant el conegut com mètode Hummers, que consisteix en una tècnica d'oxidació forta del grafit en els detalls tècnics de la qual no entrarem. Els grups funcionals presents en l'òxid de grafit (grups hidroxil, epoxi i carboxílics) provoquen el caràcter hidròfil del compost, reduint així les forces interplanars. Per aquest motiu l'òxid de grafit es dispersa en làmines quan s'introdueix en aigua (també és possible aplicar lleugers ultrasons per intensificar aquesta dispersió, però no és necessari). Posteriorment es porta a terme la reducció química d'aquestes làmines i s'obté així grafè. La reducció es pot realitzar de diverses formes, per exemple aplicant hidrazina a l'òxid de grafit en suspensió a temperatura de 100 °C durant 24 hores o simplement sotmetent el compost a hidrogen (en forma de plasma) durant uns pocs segons.
Malgrat que la conductivitat i la mobilitat de càrregues mesurades en el grafè obtingut mitjançant aquest mètode són molt superiors a les de l'òxid de grafit, són menors en diversos ordres de magnitud de les suposades al grafè ideal. Aquestes diferències es deuen al fet que el procés d'oxidació-reducció genera defectes en l'estructura final, principalment vacants de carboni. La conclusió és que aquest procediment proporciona grafè de baixa qualitat i malgrat que s'ha perfeccionat per obtenir un millor producte, no és un mètode viable per a una producció en massa de grafè.

## Aplicacions potencials
Per entendre bé una bona part de les aplicacions que s'esperen obtenir del grafè, cal fer èmfasi en les destacades propietats elèctriques d'aquest material. El grafè és un molt bon semiconductor, superant en molts aspectes el silici, del qual estan fets la majoria dels components electrònics actuals. La seva conductivitat, superior a la del silici, fa que el grafè no desprengui tanta calor per l'efecte Joule i a més a més, fa que l'energia necessària per desplaçar els electrons del grafè sigui inferior.
D'això se'n deriva un dels seus principals possibles usos: la fabricació de circuits integrats. Aquests es basen actualment en làmines de silici, material que provoca certs problemes sobretot en aparells de dimensions reduïdes com els telèfons mòbils i els ordinadors portàtils. Un problema és l'excessiu escalfament per culpa de la resistivitat del silici, cosa que deriva en la pèrdua d'eficiència i desgast dels materials. El grafè no només pot resoldre els problemes de sobreescalfament sinó que reduiria la despesa energètica del dispositiu, que així esdevé més eficient. La principal dificultat d'utilitzar grafè avui en dia rau en la producció d'aquest material, en el substrat adient.
Les aplicacions no només es limiten als xips informàtics. La flexibilitat, lleugeresa i resistència del grafè sumat a les seves propietats elèctriques han portat a concebre tota mena de nous dispositius tecnològics, com per exemple pantalles flexibles ultrafines, sensors altament precisos, cèl·lules fotovoltaiques transparents i fins i tot, dispositius biotecnològics. Per exemple, l'any 2010 científics coreans presentaren la primera pantalla tàctil de grafè de 30 polzades i enrotllable.
Les principals aplicacions que s'estudien actualment són:
- Transistors de grafè
- Circuits integrats
- Detector de gas
- Elèctrodes conductors transparents
- Panells fotovoltaics
- Pantalles flexibles
- Ultracondensadors
- Biodispositius de grafè
- Dessalinització d'aigua
- Antibacteris.

### Circuits integrats de grafè
El grafè té propietats ideals per ser un component dels circuits integrats. L'alta mobilitat dels portadors de corrent, així com el baix nivell de soroll que presenta, fan que pugui ser utilitzat com a canal en la fabricació de transistors d'efecte de camp. Tanmateix, el fet que l'energia de gap en el grafè simple sigui nul·la suposa un problema perquè fa que tot i no haver-hi cap tensió externa que forci els electrons a concentrar-se en la regió de canal, els electrons es puguin moure lliurement cap a aquesta regió i, per tant, hi hagi conducció de corrent. Es diu en aquests casos que la ràtio entre el corrent quan el transistor està ON i quan està OFF és molt baix (ION/IOFF < 30). Això suposa un problema perquè quan el transistor està en OFF, continua passant corrent i llavors hi ha despesa energètica per part del dispositiu. En un circuit integrat amb milions de transistors així el malbaratament d'energia seria molt elevat, per la qual cosa no valdria la pena fer servir el grafè en detriment del silici, que sí que té un bona ràtio ION/IOFF. Això sí, cal destacar que per molt baixes tensions una monocapa de grafè pot donar bons resultats.
Aquest problema de l'energia de banda es pot solucionar parcialment fent servir nanocintes de grafè (cintes de grafè d'amplades de l'ordre de 50 nm), que poden presentar una energia de gap de fins a 0.5 eV. Les nanocintes de grafè es poden dopar i se'ls pot aplicar camps externs per manipular el seu comportament electrònic, de manera semblant a com succeeix amb els altres semiconductors. Els avantatges que presenta aquest material respecte als altres semiconductors és que permet una major miniaturització dels transistors i a més, fa possible unes freqüències de treball molt majors. De fet, les freqüències de treball serien de l'ordre del terahertz, una freqüència molt superior a la de transistors de silici. Aquesta millora en la freqüència de funcionament és conseqüència directa de l'alta mobilitat dels electrons a través del grafè en comparació amb qualsevol altre semiconductor. Un altre avantatge que comporta açò és la millora en l'eficiència energètica dels transistors, ja que la menor resistivitat redueix les pèrdues d'energia en forma de calor.
Les nanocintes de grafè, tot i presentar una alta conductivitat, queden bastant limitades comparades amb la del grafè simple. Una alternativa a les nanocintes de grafè és el grafè nanoperforat, que consisteix en una làmina de grafè amb perforacions nanomètriques. Aquest grafè també presenta una energia de banda com les nanocintes i a més a més, permet el pas de corrents més elevats. La ràtio ON-OFF en aquest cas és semblant al de les nanocintes, que pot arribar a ser de l'ordre de 107 a temperatura ambient
Una altra possibilitat és el barristor. Dissenyat per Samsung combinant grafè i silici, permet augmentar la ràtio ON-OFF, que encara es considera una mica baix en el cas de les nanocintes de grafè, i tanmateix mantenir l'alta mobilitat pròpia del grafè. Així es poden obtenir altes freqüències de treball i commutació. Per a fer funcionar aquest transistor s'ha dissenyat el que es coneix com una barrera Schottky però fent servir grafè i silici. Aquesta barrera controla el corrent de sortida quan el transistor està en OFF.

### Transistors de grafè
A causa de la seva alta qualitat electrònica, el grafè també ha atret l'interès dels tècnics que ho veuen com una manera de construir transistors balístics. El grafè presenta una pronunciada resposta a camps elèctrics externs perpendiculars, la qual cosa permet la construcció d'un FET (transistor d'efecte camp). El 2004, al seu treball, el grup de Manchester va mostrar FETs amb una proporció on-off «bastant modesta» d'aproximadament 30 a temperatura ambient. El 2006, investigadors de Geòrgia Tech, dirigits per Walter de Heer, van anunciar que s'havia construït amb èxit un FET planar tot de grafè amb portes laterals. Els seus dispositius van mostrar canvis del 2% a temperatures criogèniques. El primer top-gated FET (ratio on-off de <2) va ser demostrat pels investigadors de AMICA i la Universitat RWTH d'Aachen el 2007. Nanocintes de grafè poden ser, en general, capaces de reemplaçar el silici com a semiconductor en la tecnologia moderna.
Donat el fet que els actuals transistors de grafè mostren una molt pobra ratio d'encesa-apagat, els investigadors estan tractant de trobar maneres per millorar-lo. El 2008, investigadors de AMICA i la Universitat de Manchester han demostrat un efecte de commutació nou en els dispositius d'efecte de camp de grafè. Aquest efecte de commutació es basa en una modificació química reversible de la capa de grafè i ofereix una ràtio d'encesa i apagat de més de sis ordres de magnitud. Aquests interruptors reversibles podrien ser aplicats a la memòria no volàtil.
El 2009, els investigadors del Politècnic de Milà van mostrar quatre diferents tipus de portes lògiques, cadascuna composta per un únic transistor de grafè. El mateix any, al Massachusetts Institute of Technology, els investigadors van construir un xip de grafè experimental conegut com un multiplicador de freqüència. És capaç de prendre un senyal d'entrada elèctrica d'una certa freqüència i produir un senyal de sortida que és un múltiple d'aquesta freqüència. Tot i que aquests xips de grafè poden obrir un ventall de noves aplicacions, el seu ús pràctic està limitat per un molt petit guany de tensió (en general, l'amplitud del senyal de sortida és aproximadament 40 vegades menor que la del senyal d'entrada). A més, cap d'aquests circuits ha demostrat capacitat per operar a freqüències superiors a 25 kHz.
Al febrer de 2010, els investigadors d'IBM van informar que han estat capaços de crear transistors de grafè amb una taxa d'encesa i apagat de 100 gigahertzs, superant amb escreix les taxes d'intents anteriors, i superior a la velocitat dels transistors de silici amb una longitud de porta equivalent. Els transistors de grafè de 240 nm fets a IBM es van fer utilitzant equips de fabricació existents per al treball amb silici, el que significa que per als transistors de grafè per primera vegada són concebibles, tot i que encara és fantasiós el reemplaçament del silici.

 Poc després el mateix equip aconsegueix freqüències de funcionament de 300 GHz.
El 2011, un equip d'investigadors d'IBM també crea el primer circuit integrat a partir de FETs de grafè. El circuit integrat construït és un mesclador de radiofreqüència d'amplada de banda, un component fonamental de les ràdios que processa senyals mitjançant la mesura de la diferència entre dues longituds d'ona a altes freqüències.
També aquest any es dissenya i es prova una tinta de grafè per poder imprimir dispositius amb superfícies de grafè, com per exemple, circuits integrats. Això facilitaria en gran manera el procés de fabricament. El 2013, investigadors japonesos creen un nou tipus de transistor CMOS que compta amb dues portes. El grafè entre les dues portes s'irradia amb ions d'heli per introduir defectes en el cristall per crear així una banda de gap. Aquesta banda de gap es pot modificar amb l'aplicació d'una petita tensió entre les dues portes. Quan la tensió aplicada a les dues portes té el mateix signe, el transistor s'encén, i quan les polaritats són diferents, el transistor s'apaga. Mitjançant l'aplicació de diferents polaritats a les dues portes, el grafè es comportarà com a semiconductor de tipus N o de tipus P. La fabricació d'aquesta mena de transistor es pot dur a terme mitjançant les mateixes tècniques avançades que s'usen en la fabricació de CMOS (litografia, dopatge, etc.), això permet que la mida d'aquest transistor sigui d'uns 30 nm. El següent pas serà incorporar diversos transistors d'aquesta mena en una mateixa oblia.

### Cèl·lules fotovoltaiques de grafè
La singular estructura de bandes del grafè fa que la mobilitat dels electrons d'aquest material sigui molt elevada. Aquestes propietats, junt amb les seves propietats mecàniques, fan que el grafè sigui un material idoni per la fabricació de cèl·lules fotovoltaiques.
Una de les possibles aplicacions és com a electrode, substituint l'ITO com a ànode. D'una banda, el grafè, en ser pràcticament transparent, deixaria passar la llum cap a l'heterojunció sense absorbir-ne gairebé res i alhora, conduiria eficientment el corrent provinent de la capa activa. D'altra banda, la seva flexibilitat i duresa permetria dissenyar cèl·lules fotovoltaiques orgàniques fàcilment adaptables a l'entorn i gairebé invisibles. Per exemple, una de les propostes consistiria a recobrir el vidre de les finestres dels edificis amb aquestes cèl·lules gairebé transparents i generar així electricitat per mantenir l'edifici.
Una altra possibilitat és la utilització com a material actiu en l'heterojunció. Aquesta possibilitat ha estat desenvolupada per físics de l'ICFO en col·laboració amb el MIT. Si es compleixen les previsions estipulades, fent servir el grafè es podria arribar a obtenir cèl·lules fotovoltaiques amb una eficiència del 60%, el doble que amb el silici.
Segons aquesta investigació, un sol fotó absorbit pel grafè és capaç de crear més d'un parell electró-forat i a més a més, serà major el nombre de parells creats com major sigui l'energia del fotó. En els semiconductors com el silici, els electrons solen lliurar l'energia cinètica restant en forma de fonó a través de la xarxa cristal·lina, en canvi, en el grafè, els electrons tendeixen a lliurar la seva energia cinètica a altres electrons i creen així nous parells electró-fotó. Aquests parells, com hem comentat abans poden ser emprats per generar un corrent elèctric.
L'experiment desenvolupat per provar aquest comportament dels electrons del grafè exposats a la llum es va dur a terme excitant amb fotons de diferents energies una mostra de grafè dopat. Seguidament es mesurava amb un pols de terahertz la distribució d'electrons excitats segons el nombre de fotons que havien estat absorbits. Es va comprovar que com més energètics eren els fotons, major era el nombre d'electrons excitats. Això mostra que el grafè converteix la llum en electricitat amb gran eficiència.

## A la UE
El Projecte Emblemàtic del Grafè, oficialment i en anglès Graphene Flagship Project, és una de les iniciatives europees d'investigació de més envergadura, que reuneix més de 140 organitzacions de 23 països diferents i es troba plenament dedicada a fer passar aquest material dels laboratoris a l'ús quotidià.
El grafè va ser fabricat i assajat a Europa i aquest treball va suposar, l'any 2010, la concessió d'un Premi Nobel de Física a Andre Geim i Konstantin Novoselov de la Universitat de Manchester. Amb els mil milions d'euros del Projecte Emblemàtic del Grafè, Europa vol convertir la investigació científica d'avantguarda en productes comercialitzables. Aquesta iniciativa vol posicionar Europa al capdavant de la cursa mundial del desenvolupament de les tecnologies del grafè.
A Catalunya, diverses organitzacions formen part d'aquest projecte: la Universitat Autònoma de Catalunya, l'Institut de Ciències Fotòniques, l'Institut Català de Nanotecnologia i l'Institut d'Investigacions Biomèdiques August Pi i Sunyer.